# Кубок европейских чемпионов по волейболу среди женщин 1976/1977
17-й розыгрыш Кубка европейских чемпионов по волейболу среди женщин проходил с 6 ноября 1976 по 13 февраля 1977 года с участием 20 клубных команд стран-членов Европейской конфедерации волейбола (ЕКВ). Финальный этап был проведён в Измире (Турция). Победителем турнира в 11-й раз в своей истории стала советская команда «Динамо» (Москва).

## Команды-участницы
| Страна       | Команда                   |                                           |
| ------------ | ------------------------- | ----------------------------------------- |
| Австрия      | «Пост» (Вена)             | Чемпион Австрии 1976                      |
| Бельгия      | «Хермес» (Остенде)        | Чемпион Бельгии 1976                      |
| Болгария     | «Левски-Спартак» (София)  | Чемпион Болгарии 1976                     |
| Венгрия      | НИМ ШЕ (Будапешт)         | Чемпион Венгрии 1976                      |
| ГДР          | «Трактор» (Шверин)        | Чемпион ГДР 1976                          |
| Греция       | «Зириниос» (Кифисья)      | Чемпион Греции 1976                       |
| Нидерланды   | «Ван Хутен» (Херлен)      | Чемпион Нидерландов 1976                  |
| Норвегия     | «Олесунн» (Олесунн)       | Чемпион Норвегии 1976                     |
| Польша       | «Комунальни» (Лодзь)      | Чемпион Польши 1976                       |
| Португалия   | «Лейшойнш» (Матозиньюш)   | Чемпион Португалии 1976                   |
| Румыния      | «Динамо» (Бухарест)       | Чемпион Румынии 1976                      |
| СССР         | «Динамо» (Москва)         | Чемпион СССР 1975                         |
| Турция       | «Эджзаджибаши» (Стамбул)  | Чемпион Турции 1976                       |
| Франция      | АСУЛ (Лион)               | Чемпион Франции 1976                      |
| ФРГ          | «Ганновер» (Ганновер)     | Чемпион ФРГ 1976                          |
| Чехословакия | «Руда Гвезда» (Прага)     | победитель розыгрыша Кубка чемпионов 1976 |
| Чехословакия | «Славия» (Братислава)     | Чемпион Чехословакии 1976                 |
| Швейцария    | «Уни» (Базель)            | Чемпион Швейцарии 1976                    |
| Швеция       | «Соллентуна» (Соллентуна) | Чемпион Швеции 1976                       |
| Югославия    | «Црвена Звезда» (Белград) | Чемпион Югославии 1976                    |

## Система проведения розыгрыша
В турнире принимали участие действующий обладатель Кубка «Руда Гвезда» (Чехословакия) и чемпионы 19 стран-членов ЕКВ. Соревнования состояли из 1-го раунда, 1/8 и 1/4 финалов плей-офф и финального этапа.
Финальный этап состоял из однокругового турнира с участием четырёх победителей четвертьфинальных пар.

## 1-й раунд
6—13.11.1976
 «Олесунн» —  «Соллентуна»
6 ноября. 0:3 (11:15, 7:15, 9:15).
7 ноября. 0:3 (11:15, 14:16, 12:15).
 «Пост» (Вена) —  «Эджзаджибаши» (Стамбул)
6 ноября. 3:2 (10:15, 17:15, 11:15, 15:11, 15:11).
13 ноября. 0:3 (8:15, 9:15, 4:15).
 «Уни» (Базель) —  «Хермес» (Остенде)
9 ноября. 3:0 (15:10, 15:12, 15:13).
13 ноября. ?:?
 «Славия» (Братислава) —  «Лейшойнш» (Матозиньюш)
21 ноября. 3:0 (15:1, 15:0, 15:5).
 ?:?

## 1/8 финала
11—18.12.1976
 «Ганновер» —  «Динамо» (Москва)
16 декабря. 0:3 (10:15, 14:16, 8:15).
18 декабря. 0:3 (4:15, 3:15, 3:15).
 «Руда Гвезда» (Прага) —  «Комунальни» (Лодзь)
11 декабря. 3:0 (15:8, 15:6, 15:11).
18 декабря. 3:0 (15:11, 15:9, 15:11).
 «Славия» (Братислава) —  «Црвена Звезда» (Белград)
11 декабря. 3:0 (15:5, 15:6, 15:11).
16 декабря. 3:2.
 «Ван Хутен» (Херлен) —  «Левски-Спартак» (София)
11 декабря. 1:3 (5:15, 0:15, 15:8, 5:15).
17 декабря. 0:3 (2:15, 2:15, 10:15).
 «Трактор» (Шверин) —  «Уни» (Базель)
12 декабря. 3:0 (15:3, 15:4, 15:4).
15 декабря. 3:0 (15:5, 15:4, 15:3).
 «Эджзаджибаши» (Стамбул) —  «Динамо» (Бухарест)
12 декабря. 0:3 (12:15, 3:15, 4:15).
19 декабря. 0:3.
 НИМ ШЕ (Будапешт) —  «Зириниос» (Кифисия)
 ?:?
 ?:?
 АСУЛ (Лион) —  «Соллентуна»
 ?:?
 ?:?

## Четвертьфинал
10—17.01.1977
 «Руда Гвезда» (Прага) —  «Динамо» (Москва)
10 января. 1:3 (15:13, 10:15, 4:15, 8:15).
17 января. 0:3 (9:15, 6:15, 12:15).
 НИМ ШЕ (Будапешт) —  АСУЛ (Лион)
10 января. 3:0 (15:4, 15:5, 15:0).
17 января. 3:0.
 «Трактор» (Шверин) —  «Динамо» (Бухарест)
10 января. 3:0 (15:4, 15:13, 15:9).
17 января. 1:3 (6:15, 15:4, 7:15, 9:15).
 «Славия» (Братислава) —  «Левски-Спартак» (София)
10 января. 3:0 (15:6, 15:4, 18:16).
17 января. 0:3 (2:15, 4:15, 7:15). Общий счёт игровых очков по сумме двух матчей 61:71.

## Финальный этап
11—13 февраля 1977.  Измир.
Участники:
 «Динамо» (Москва)

 НИМ ШЕ (Будапешт)

 «Трактор» (Шверин)

 «Левски-Спартак» (София)
Команды-участницы провели однокруговой турнир, по результатам которого определена итоговая расстановка мест.

### Результаты
| М | Команда                  | 1   | 2   | 3   | 4   | И | В | П | С/П | О |
| - | ------------------------ | --- | --- | --- | --- | - | - | - | --- | - |
| 1 | «Динамо» (Москва)        |     | 3:2 | 3:1 | 3:0 | 3 | 3 | 0 | 9:3 | 6 |
| 2 | НИМ ШЕ (Будапешт)        | 2:3 |     | 3:0 | 3:0 | 3 | 2 | 1 | 8:3 | 5 |
| 3 | «Трактор» (Шверин)       | 1:3 | 0:3 |     | 3:1 | 3 | 1 | 2 | 4:7 | 4 |
| 4 | «Левски-Спартак» (София) | 0:3 | 0:3 | 1:3 |     | 3 | 0 | 3 | 1:9 | 3 |

11 февраля
 «Динамо» —   «Левски-Спартак»
3:0 (15:4, 15:4, 15:11).
 НИМ ШЕ —  «Трактор»
3:0 (15:13, 15:12, 15:9).
12 февраля
 «Трактор» —   «Левски-Спартак»
3:1 (10:15, 15:8, 15:8, 15:12).
 «Динамо» —  НИМ ШЕ
3:2 (15:6, 10:15, 11:15, 15:5, 15:12).
13 февраля
 НИМ ШЕ —   «Левски-Спартак»
3:0 (15:9, 15:8, 15:12).
 «Динамо» —  «Трактор»
3:1 (15:4, 15:6, 13:15, 15:11).

### Итоги

#### Положение команд
| «Динамо» (Москва)           |
| НИМ ШЕ (Будапешт)           |
| «Трактор» (Шверин)          |
| 4. «Левски-Спартак» (София) |

#### Призёры
«Динамо» (Москва): Людмила Аксёнова, Лариса Андронова, Лариса Берген, Людмила Борозна, Нина Мурадян, Роза Салихова, Марина Слепнёва, Нина Смолеева, Татьяна Сорокина, Татьяна Третьякова, Людмила Щетинина, Зоя Юсова. Тренер — Гиви Ахвледиани.
  НИМ ШЕ (Будапешт): Луция Банхедь-Радо, Илона Бузек-Маклари, Каталин Штейнер-Папп, Эва Салаи-Шёбек, Каталин Халас-Марчиш, Ирма Анкер, Дьёндь Барди, Маргит Пайер-Салаи, Каталин Бордач, Беата Бернат. Тренер — Йенё Ковач.
  «Трактор» (Шверин): Корнелия Рикерт, Карла Роффайс, Анке Вестендорф, Ютта Бальстер, Хельга Оффен, Гудрун Гартнер, Ханнелоре Майнке, Кристиане Гюнтер, Карин Ланген, Йенс, Грёнинг, Старк. Тренер — Герхард Фиделак.